# Jean Guéguinou
Jean Guéguinou, né le 17 octobre 1941 à Carhaix-Plouguer et mort le 21 juin 2021 à Paris,,,, est un diplomate français, élevé à la dignité d'Ambassadeur de France. Il a été notamment consul général de France à Jérusalem, ambassadeur de France en Tchécoslovaquie, au Royaume-Uni, à Rome près le Saint-Siège,  et ambassadeur, délégué permanent de la France, auprès de l'Unesco.

## Biographie
En 1959, Jean Guéguinou est grand clerc à la Basilique du Sacré-Cœur de Montmartre où il organise les cérémonies
À la sortie de l'ENA (promotion « Marcel Proust », 1967), il est diplomate à la direction de la presse et de l'information du ministère des Affaires étrangères, puis deuxième secrétaire à l'ambassade de France à Londres (1969-1971). Chargé de mission en 1971 au cabinet de Michel Debré, ministre d'État chargé de la Défense nationale, il est en 1973 chef de cabinet de Michel Jobert, ministre des Affaires étrangères, puis conseiller technique au cabinet de son successeur, Jean Sauvagnargues. En 1977, il devient directeur de cabinet d'Antoine Rufenacht, secrétaire d'État auprès du Premier ministre.
Il a la charge pendant cinq ans de la sous-direction pour l'Afrique australe et l'océan indien avant d'être nommé en 1982 consul général à Jérusalem (1982‐1986). Directeur des services d'information et de presse du ministère des affaires étrangères de 1986 à 1990, il est nommé ambassadeur en Tchécoslovaquie auprès du président Vaclav Havel, au lendemain de la "révolution de velours" puis en République tchèque (1990‐1993).
Il est ensuite nommé ambassadeur de France  au Royaume-Uni (1993‐1998). À ce dernier poste, il est missionné par John Major et Jacques Chirac de  faire la promotion de l'Entente cordiale, un projet d'échange d'étudiants entre les pays financé par les entreprises pour développer les liens entre les deux pays voisins.
De 1998 à 2000, il est ambassadeur à Rome près le Saint-Siège.
Il est élevé à la dignité d'ambassadeur de France en 2000 et nommé ambassadeur délégué permanent de la France auprès de l'UNESCO (2002‐2006). Il est le principal négociateur français dans l'adoption en 2005 de la Convention sur la diversité culturelle par l'UNESCO, succès diplomatique incontesté de la France.
Il préside la section française du Conseil franco‐britannique de 2006 à 2011 et le conseil d'administration de l’École du Louvre.
Il a été et est membre du conseil d'administration de nombreuses institutions culturelles et de sociétés d'amis de musées, ainsi que d'associations liées à l'Église catholique (Amis du Monastère bénédictin d'Abu Gosh, Amis de l’École biblique et archéologique française de Jérusalem, Association des œuvres de l'ordre du Saint-Sépulcre pour la France).
Le conseil d’administration de Culturesfrance le nomme le 3 juillet 2009 président de l’association, jusqu'à sa dissolution en juin 2010, quand a été créé l'Institut français.
Il siège depuis 2007 au conseil d'administration de l'agence France-Museums chargée de concevoir et développer le Louvre Abu Dhabi, qui a été inauguré en 2017.
Il dirige depuis 2007 la revue scientifique Versalia, publiée par l'association des Amis de Versailles.
Il est jusqu'à sa mort le compagnon de Luc Bouniol-Laffont, également homme de culture (PACS enregistré au Tribunal d'instance de Paris XVI le 11 mars 2008).

## Décorations
- Commandeur de la Légion d'honneur (22 avril 2011)
- Officier de l'ordre national du Mérite
- Commandeur de l'ordre des Arts et des Lettres (2006)[15]
- Grand-croix de l'ordre de Pie IX  (Saint-Siège)
- Chevalier grand-croix de l'ordre royal de Victoria (Royaume-Uni)